# Sericocoma trichinioides
Sericocoma trichinioides är en amarantväxtart som beskrevs av Edward Fenzl. Sericocoma trichinioides ingår i släktet Sericocoma och familjen amarantväxter. Inga underarter finns listade i Catalogue of Life.